# 國會 (日本)
國會（日语：／ kokkai）是日本的國家立法機關暨最高權力機構，前身為1890年依《明治憲法》成立的帝國議會，現今依《日本國憲法》第41、42條設置，實施兩院制，由相當於下議院的眾議院、以及相當於上議院的參議院構成。今眾議院議員設465席、參議院議員設248席，由18歲以上的日本國民選出。
由於日本實施內閣制，國會議員可兼任內閣閣員，內閣總理大臣（首相）亦由國會從國會議員中推選。今日本國會的主要政黨為自由民主黨、立憲民主黨、公明黨、日本共產黨、日本維新會、國民民主黨、参政党等，而最大黨為自由民主黨。

## 概要
据《日本国宪法》第四章对国会作出的相关规定，国会是国家的最高权力机关，是国家唯一的立法机关，国会由众议院及参议院两议院构成，是由选举产生的代表全体国民的议员组织。其拥有立法权、审议通过国家预算、审议批准与外国缔结的各类条约、提名首相人选、提议修改宪法、对法官进行弹劾审判等职能职权，其众议院还有通过对内阁不信任案等职权。
舉行國會議事的國會議事堂所在地是東京都千代田區永田町1丁目7番1號，故有以“永田町”來指代國會或國會两议院議員。

### 國民代表機關
据《日本国宪法》第42條规定，國會由眾議院（下議院）及參議院（上議院）兩議院構成。憲法第43條第1項规定，兩議院由“選舉產生的代表全體國民的議員”（國會議員。在總選舉中選出的眾議院議員和在通常選舉中選出的參議院議員）組成。

### 國家的最高權力機關
据《日本国宪法》第41條规定，國會為“國家的最高權力機關”。
這裡，“最高機關”的含義成了問題。在這一點上，憲法學說上認為政治美稱說是一般說法上的見解。 所謂政治美稱說，是指由於國會在各種國家機關中僅次於作為主權者的國民的地位很高，應該代替國民在整個國家政治上擁有强大的發言權，因此“最高機關”是國會在代表國民、作為位於國家政治中心之重要機關這一點上被賦予的政治美稱。由於憲法採用分權制、內閣得以解散眾議院、違憲立法審查權之存在、司法權之獨立等原因，該見解不對“最高機關”認同特別的法律意義。關於這一點，也有見解表示出更加積極的含義。
- 統括機關說 - 國會作為國家的最高權力機關位於內閣、裁判所之上，在整個國家政治方面有最終的決定權。

- 最高責任地位說 - 國會作為國家的最高權力機關對國民承擔國家政治整體責任，具有調整行政、司法之作用。

### 國家唯一的立法機關
据《日本国宪法》第41條规定，國會為“國家唯一的立法機關”。
這意味著《大日本帝國憲法》中的帝國議會（1890年-1947年）停留在協助天皇立法權的地位（協助機關），而國會則是壟斷立法權的機關（立法機關）。
並且，詳細看這個規定的話，“唯一”和“立法”的意義成為問題。

#### “唯一”的含義
國會是國家“唯一”的立法機關，有以下兩個含義。
- 國會中心立法原則（國會中心立法主義）

國家進行的立法，除了憲法有特別規定的情况以外，通常都是必須通過國會進行的原則。作為該原則例外的“特別規定”，可以列舉眾議院和參議院的各議院基於其自律權規定的議院規則（憲法第58條第2項）以及最高裁判所規定的最高法院規則（憲法第77條第1項）。
本原則彰顯自（1）行政權以緊急命令和獨立命令的形式，不通過議會而是獨立進行立法的立法二元制（大日本帝國憲法中的緊急敕令和獨立命令等）的廢止，以及（2）實行行政權的立法，僅限於根據執行法律執行必要的細則的執行命令和法律委託的委託命令的立法一元制的採用（參照憲法第73條第6號）。
- 國會單獨立法原則（國會單獨立法主義）

根據國會的立法，即使沒有國會以外的機關的干預，也只能通過國會的決議之原則。作為對這個原則的例外，憲法規定了地方自治特別法的制度（憲法第95條）。
本原則彰顯自大日本帝國憲法所規定天皇對立法干預之廢除，法律只能通過國會表決來設立（憲法第59條第1項）。

#### “立法”的含義
日本國憲法第41條“國家唯一立法機關”所說的“立法”，不是指形式意義上的立法（國會製定的“法律”這一國法形式的法律規範的確立），而是指實質意義上的立法（一般的、抽象的法律規範的確立）。
其理由是如果將憲法第41條的“立法”解釋為是指形式意義上的立法，則變成了沒有“只有國會有權製定國會製定的法律形式的法律規範”意思的規定。因此，雖然被理解為實質意義上的立法，但是關於實質意義上的立法內容，圍繞一般、抽象的法律規範的製定範圍的見解是不同的。

## 沿革

### 前史
- 1868年（慶應4年／明治元年）1月27日 - 製定三職分課、設定了由各藩派遣來的貢士組成的下議事所。
- 同年6月11日（舊曆閏4月21日） - 根據政體書，作為設定在太政官之下的立法機關被規定為議政官。
- 1869年（明治2年）3月7日 - 作為由各藩選出的代表等組成的議事機關，公議所開院。
- 同年7月8日 - 將公議所改組為眾議院。
- 1870年（明治3年）5月28日 - 集議院開会。
- 1871年（明治4年）9月13日 - 將太政官分為三院，立法機關為左院（集議院屬於左院，之後於1873年6月廢止）。
- 1874年（明治7年）4月14日 - 板垣退助等人提出了民選議院設立建白書。之後，地方政府召開會議等，尋求議會的開設、言論自由、集會自由保障等的自由民權運動變得活躍起來。
- 1875年（明治8年）4月25日 - 根據大阪會議上的協定，頒佈立憲政體詔書。因此，廢除左院，設定作為立法諮詢機關的元老院。
- 1881年（明治14年）10月12日 - 明治天皇頒佈國會開設詔書。政府承諾10年後成立議會。

### 帝国議会時代
- 1889年（明治22年）2月11日 - 大日本帝國憲法頒佈。作為立法的贊助機關（事實上的立法機關），規定由擔任下院職務的民選議員組織的眾議院和擔任上院職務的華族議員、敕任議員等組成的貴族院兩院來組成帝國議會。
- 1890年（明治23年）6月10日 - 第1届貴族院多額納稅人議員選舉實施。
- 同年7月1日 - 第1屆眾議院議員總選舉實施。
- 同年7月10日 - 第一屆貴族院伯爵·子爵·男爵議員選舉開始。
- 同年9月29日 - 首次任命貴族院敕選議員。
- 同年11月25日 - 第1屆帝國議会召開。
- 同年11月29日 - 第1屆帝國議会開院式。大日本帝國憲法施行。
- 1928年（昭和3年）2月20日 - 第1屆普通選舉實施。廢除納稅額限制選舉，實現滿25歲以上成年男性作為選擇的普遍選舉。
- 1936年（昭和11年）11月7日 - 帝國議會議事堂（現在的國會議事堂）在東京市麹町區永田町竣工。
- 1946年（昭和21年）4月10日 - 帝國議會最後的眾議院總選舉實施。滿20歲以上的男女普遍選舉得以實現。
- 同年12月27日 - 最後的帝國議會（第92議會）召開，第二年3月31日閉會並解散。

### 国会時代
- 1946年（昭和21年）11月3日 - 《日本國憲法》公佈。作為立法機關，規定由民選議員組成的眾議院（由帝國議會維持與繼承的下議院）和參議院（代替廢止的貴族院的上議院）兩院來組成國會。
- 1947年（昭和22年）4月20日 - 第1屆参議院議員通常選舉實施。
- 同年4月25日 - 第23届眾議院議員總選舉實施。
- 同年5月3日 - 《日本國憲法》實施。
- 同年5月20日 - 根據《日本國憲法》，第1屆國會召開。
- 1960年（昭和35年） - 尾崎紀念會館在國會前庭為紀念尾崎行雄而開館。
- 1972年（昭和45年）3月 - 作為議會開設80周年紀念活動的一環，憲政紀念館開館（包含了尾崎紀念會館）。
- 1990年（平成2年）11月29日 - 在參議院正式會議場舉行“議會開設百年紀念儀式”。
- 2000年（平成12年）11月29日 - 在參議院正式會議場舉行“議會開設一百一十年紀念儀式”。
- 2010年（平成22年）11月29日 - 在參議院正式會議場舉行“議會開設一百二十年紀念儀式”。
- 2020年（令和2年）11月29日 - 在參議院正式會議場舉行“議會開設一百三十年紀念儀式”。

## 构成和组织

### 兩院制（眾議院、參議院）
日本國會为兩院制，由眾議院与參議院構成。其两院国会议员（眾議院議員465人，參議院議員248人）皆由日本国民经眾議院議員總選舉与參議院議員通常選舉产生，其眾議院相當於下議院，參議院相當於上議院。
为协助两院开展工作，其内均设有日本議院事務局与日本議院法制局。为助其议员的调查研究工作，日本国会设有國立國會圖書館。为行使日本宪法规定的国会弹劾权，日本国会内设有用于发起罢免法官（日本称裁判官）动议的日本裁判官訴追委員会与用于裁判罢免法官案件的日本裁判官弾劾裁判所。
- 日本国会
  - 日本众议院
    - 日本衆議院事務局（日语：衆議院事務局）
    - 日本衆議院法制局（日语：衆議院法制局）
    - 日本憲政記念館（日语：憲政記念館）

  - 日本参議院
    - 日本参議院事務局（日语：参議院事務局）
    - 日本参議院法制局（日语：参議院法制局）
- 國立國會圖書館
- 日本裁判官訴追委員会（日语：裁判官訴追委員会）
- 日本裁判官弾劾裁判所（日语：裁判官弾劾裁判所）

#### 両院協議会
若日本国会的两院決議不一致，会為了進行調整而召开両院協議会。两院对审议通过国家预算、审议批准与外国缔结的各类条约、内阁总理大臣指名选举的决议存在分歧时，必须召开两院协议会；两院对其他法案决议存在分歧时，可应众议院请求召开両院協議会，或由参议院请求召开両院協議会且众议院同意时方可召开両院協議会。

#### 眾議院的優越
原则上日本两院的地位平等，但据《日本国宪法》第59条，众议院享有一定程度的议案决议优越权：
1. 预算案由日本众议院先行提出送审。
2. 众议院通过但参议院否决的法案，若经众议院以三分之二以上的多数再度通过，则该法案即可成立。
3. 经両院協議会未取得共识的，或者参议院在一定期间内无法议决该项议案时，则众议院的决议将自动成立。
4. 只有众议院可以行使內閣不信任決議。

另一方面，据《日本国宪法》第54条第2項规定，“众议院被解散时，参议院同时闭会。但内阁在国家有紧急需要时，得要求参议院举行紧急会议”。此法条为参议院赋予了紧急会议职能，但日本国历史上仅行使过两次该职能。

### 工作人员
据《日本国会法》第16條、26條规定，議院設有以下工作人员：
- 日本眾議院議長/日本参议院议长：保持議院秩序，整理議事，監督議院事務，代表議院（《日本国会法》第19條）。
  - 日本眾議院副議長/日本参议院副議長：在議長發生事故或缺少議長時擔任議長職務（《日本国会法》第21條）。
  - 日本眾議院臨時議長/日本参议院臨時議長：議長及副議長都在發生事故時擔任議長職務（《日本国会法》第22條第1項）。
- 日本眾議院常任委員長/日本参议院常任委員長：从本院常任委员会成员中选举产生（《日本国会法》第25条）。

- 日本眾議院/参议院事務総長（日语：事務総長_(国会)）：在議長的監督下，統理議院事務，在公文上簽名（《日本国会法》第28條第1項）。

- 參事：根據事務総長（日语：事務総長_(国会)）的命令管理事務（《日本国会法》第28條第2項）。

### 常任委员会
日本两院下各设有17个常任委员会。

## 任期
在參議院，參議員任期六年，每三年改選一半議席。參議院與眾議院不同，參議員是固定任期的，不能提前與眾議院一同改選，因此參議院與眾議院的選舉在大部分時間不會同時舉行，但曾經在1980年，1983年及1986年同時舉行。
在眾議院，眾議員任期最長為四年，但首相有權向天皇提請要求提前舉行大選。首相指名選舉以眾議院的選舉結果為基礎，因此，在眾議院獲得多數的政黨通常會成為執政黨，而執政黨的黨領袖會成為首相。